# Капріоло
Капріоло (італ. Capriolo) — муніципалітет в Італії, у регіоні Ломбардія, провінція Брешія.
Капріоло розташоване на відстані близько 470 км на північний захід від Рима, 60 км на схід від Мілана, 28 км на північний захід від Брешії.
Населення — 9433 особи (2014).
Щорічний фестиваль відбувається 23 квітня. Покровитель — святий Юрій.

## Демографія
Населення за роками:

Станом на 1 січня 2023 року в муніципалітеті офіційно проживало 1116 іноземців з 48 країн, серед них 332 громадяни країн Євросоюзу та 35 громадян України.

## Сусідні муніципалітети
- Адро
- Кастеллі-Калепіо
- Кредаро
- Палаццоло-сулл'Ольйо
- Паратіко